# Бочкарёва, Ирина Робертовна
Ири́на Ро́бертовна Бочкарёва (урождённая Ту́рова, в последнее время носила фамилию Мордо́вцева; 14 мая 1935, Ленинград — 8 февраля 2012) — советская легкоатлетка.
Заслуженный мастер спорта России (199.). Мастер спорта СССР (1950). Выступала за Москву — спортивное общество «Динамо».
Чемпионка Европы 1954 в беге на 100 м и эстафете 4×100 м, серебряный призёр в беге на 200 м. Рекордсменка мира в беге на 60 м (1961) и эстафете 4×100 м (1953, 1956).

## Биография
Ирина — дочь знаменитых легкоатлетов 1930-х годов Роберта Люлько и Галины Туровой — тренировалась под руководством своей матери. В 16 лет Ирина впервые стала призёром чемпионата СССР, в 18 лет — чемпионкой СССР и рекордсменкой мира в эстафете, в 19 лет добилась самого большого успеха в карьере, став двукратной чемпионкой Европы. С 1956 года выступала под фамилией Бочкарёва.
Умерла в 2012 году; похоронена на Новодевичьем кладбище в колумбарии.
Сын — Пётр (р. 1967) — чемпион Европы в помещении 1992 и 1994 в прыжках с шестом. Еще один сын — Андрей (р. 1956).

## Спортивные достижения
|       | Бег на 100 м               | Бег на 100 м | Эстафета 4×100 м    | Эстафета 4×100 м                                                                 |
| Место | Результат                  | Место        | Результат (команда) |                                                                                  |
| ----- | -------------------------- | ------------ | ------------------- | -------------------------------------------------------------------------------- |
| 1952  | 4-е место в четвертьфинале | 12,1         | 4-е место           | 46,3 — Р СССР — сборная: И. Турова, Е. Сеченова, Н. Хныкина, В. Калашникова      |
| 1956  | —                          | —            | 4-е место           | 45,6 — сборная: В. Крепкина (Калашникова), Г. Резчикова, М. Иткина, И. Бочкарёва |

|       | Бег на 100 м | Бег на 100 м | Бег на 200 м | Бег на 200 м | Эстафета 4×100 м    | Эстафета 4×100 м                                               |
| Место | Результат    | Место        | Результат    | Место        | Результат (команда) |                                                                |
| ----- | ------------ | ------------ | ------------ | ------------ | ------------------- | -------------------------------------------------------------- |
| 1954  | чемпионка    | 11,8         | 2-е место    | 24,4         | чемпионка           | 45,8 — сборная: В. Крепкина, Р. Улиткина, М. Иткина, И. Турова |

|       | Бег на 100 м | Бег на 100 м | Бег на 200 м | Бег на 200 м | Эстафета 4×100 м    | Эстафета 4×100 м  | Эстафета 4×200 м    | Эстафета 4×200 м    |
| Место | Результат    | Место        | Результат    | Место        | Результат (команда) | Место             | Результат (команда) |                     |
| ----- | ------------ | ------------ | ------------ | ------------ | ------------------- | ----------------- | ------------------- | ------------------- |
| 1951  | 3-е место    | 12,5         |              |              |                     |                   |                     |                     |
| 1952  | 2-е место    | 12,3         |              |              | 2-е место           | 48,3 («Динамо»)   |                     |                     |
| 1953  | 2-е место    | 12,0         | 3-е место    | 24,8         | чемпионка           | 47,2 (сб. Москвы) | чемпионка           | 1.38,5 (сб. Москвы) |
| 1954  | чемпионка    | 11,7         | 3-е место    | 24,7         |                     |                   | 2-е место           | 1.40,7 («Динамо»)   |
| 1955  |              |              |              |              |                     |                   |                     |                     |
| 1956  |              |              |              |              | чемпионка           | 46,1 (сб. Москвы) |                     |                     |
| 1957  |              |              |              |              |                     |                   |                     |                     |
| 1958  |              |              |              |              |                     |                   | чемпионка           | 1.39,0 (сб. Москвы) |
| 1959  |              |              |              |              |                     |                   |                     |                     |
| 1960  |              |              |              |              |                     |                   | 2-е место           | 1.38,6 («Динамо»)   |
| 1961  |              |              |              |              | 2-е место           | 46,6 (сб. Москвы) |                     |                     |

Рекорды СССР
```
бег на 60 м
[
5
]
       7,2      
РМ
     28.08.1961   
Москва
```

```
бег на 100 м       11,6              8.05.1954   
Ленинград
```

Рекорды мира в эстафете
```
4×100 м            45,6      20.09.1953   
Будапешт
       сб. СССР: 
В. Калашникова
, 
З. Сафронова
, И. Турова, 
Н. Двалишвили (Хныкина)

                   45,2      27.07.1956   
Киев
           сб. СССР: 
В. Крепкина (Калашникова)
, 
О. Кошелева
, 
М. Иткина
, И. Бочкарёва
```